# Exocentrus flavolineatus
Exocentrus flavolineatus är en skalbaggsart som beskrevs av Stefan von Breuning 1970. Exocentrus flavolineatus ingår i släktet Exocentrus och familjen långhorningar.
Artens utbredningsområde är Ghana. Inga underarter finns listade i Catalogue of Life.